# Collegio di Hammersmith
Hammersmith è stato un collegio elettorale situato nella Grande Londra, e rappresentato alla Camera dei comuni del Parlamento del Regno Unito. Eleggeva un membro del parlamento con il sistema first-past-the-post, ossia maggioritario a turno unico; il collegio è stato abolito in occasione della revisione periodica del 2024.

## Estensione
A seguito della revisione dei collegi parlamentari del 2010, la Boundary Commission for England creò il nuovo collegio di Hammersmith in occasione delle elezioni generali del 2010, con grandi cambiamenti nel borgo londinese di Hammersmith and Fulham. Con la revisione, furono anche creati i collegi di Chelsea and Fulham e Kensington.
La versione ultima del collegio di Hammersmith era costituita da dieci ward elettorali, facenti parte del borough di Hammersmith and Fulham: Addison, Askew, Avonmore and Brook Green, College Park and Old Oak, Fulham Reach, Hammersmith Broadway, North End, Ravenscourt Park, Shepherd's Bush Green e Wormholt and White City.

## Membri del parlamento
| Elezione | Elezione     | Deputato                     | Partito           |
| -------- | ------------ | ---------------------------- | ----------------- |
|          | 1885         | Walter Tuckfield Goldsworthy | Conservatore      |
| 1900     | William Bull |                              | Conservatore      |
|          | 1918         | Collegio abolito             | Collegio abolito  |
|          | 1983         | Collegio ricreato            | Collegio ricreato |
|          | 1983         | Clive Soley                  | Laburista         |
|          | 1997         | Collegio abolito             | Collegio abolito  |
|          | 2010         | Collegio ricreato            | Collegio ricreato |
|          | 2010         | Andy Slaughter               | Laburista         |
|          | 2024         | Collegio abolito             | Collegio abolito  |

## Elezioni

### Elezioni negli anni 2010
| Partito                    | Partito                                | Candidato                  | Risultati 12 dicembre 2019 | Risultati 12 dicembre 2019 |
| Partito                    | Partito                                | Candidato                  | Voti                       | %                          |
| -------------------------- | -------------------------------------- | -------------------------- | -------------------------- | -------------------------- |
|                            | Laburista                              | Andy Slaughter             | 30 074                     | 57,87                      |
|                            | Conservatore                           | Xingang Wang               | 12 227                     | 23,53                      |
|                            | Lib Dem                                | Jessie Venegas             | 6 947                      | 13,37                      |
|                            | Verdi                                  | Alex Horn                  | 1 744                      | 3,36                       |
|                            | Brexit                                 | James Keyse                | 974                        | 1,87                       |
|                            |                                        |                            |                            |                            |
| Iscritti                   | Iscritti                               | Iscritti                   | 74 759                     | 100,00                     |
| ↳ Votanti (% su iscritti)  | ↳ Votanti (% su iscritti)              | ↳ Votanti (% su iscritti)  | 52 156                     | 69,77                      |
| ↳ Astenuti (% su iscritti) | ↳ Astenuti (% su iscritti)             | ↳ Astenuti (% su iscritti) | 22 603                     | 30,23                      |
|                            |                                        |                            |                            |                            |
|                            | Esito: collegio confermato a Laburista |                            |                            |                            |

| Partito                    | Partito                                | Candidato                  | Risultati 8 giugno 2017 | Risultati 8 giugno 2017 |
| Partito                    | Partito                                | Candidato                  | Voti                    | %                       |
| -------------------------- | -------------------------------------- | -------------------------- | ----------------------- | ----------------------- |
|                            | Laburista                              | Andy Slaughter             | 33 375                  | 63,87                   |
|                            | Conservatore                           | Charlie Dewhirst           | 14 724                  | 28,18                   |
|                            | Lib Dem                                | Joyce Onstad               | 2 802                   | 5,36                    |
|                            | Verdi                                  | Alex Horn                  | 800                     | 1,53                    |
|                            | UKIP                                   | Jack Bovill                | 507                     | 0,97                    |
|                            | Indipendente                           | Jagdeosingh Hauzaree       | 44                      | 0,08                    |
|                            |                                        |                            |                         |                         |
| Iscritti                   | Iscritti                               | Iscritti                   | 72 803                  | 100,00                  |
| ↳ Votanti (% su iscritti)  | ↳ Votanti (% su iscritti)              | ↳ Votanti (% su iscritti)  | 52 252                  | 71,77                   |
| ↳ Astenuti (% su iscritti) | ↳ Astenuti (% su iscritti)             | ↳ Astenuti (% su iscritti) | 20 551                  | 28,23                   |
|                            |                                        |                            |                         |                         |
|                            | Esito: collegio confermato a Laburista |                            |                         |                         |

| Partito                    | Partito                                | Candidato                  | Risultati 7 maggio 2015 | Risultati 7 maggio 2015 |
| Partito                    | Partito                                | Candidato                  | Voti                    | %                       |
| -------------------------- | -------------------------------------- | -------------------------- | ----------------------- | ----------------------- |
|                            | Laburista                              | Andy Slaughter             | 23 981                  | 50,00                   |
|                            | Conservatore                           | Charlie Dewhirst           | 17 463                  | 36,41                   |
|                            | Lib Dem                                | Millicent Scott            | 2 224                   | 4,64                    |
|                            | Verdi                                  | David Akan                 | 2 105                   | 4,39                    |
|                            | UKIP                                   | Richard Wood               | 2 105                   | 4,39                    |
|                            | Indipendente                           | Stephen Brennan            | 82                      | 0,17                    |
|                            |                                        |                            |                         |                         |
| Iscritti                   | Iscritti                               | Iscritti                   | 72 254                  | 100,00                  |
| ↳ Votanti (% su iscritti)  | ↳ Votanti (% su iscritti)              | ↳ Votanti (% su iscritti)  | 47 960                  | 66,38                   |
| ↳ Astenuti (% su iscritti) | ↳ Astenuti (% su iscritti)             | ↳ Astenuti (% su iscritti) | 24 294                  | 33,62                   |
|                            |                                        |                            |                         |                         |
|                            | Esito: collegio confermato a Laburista |                            |                         |                         |

| Partito                    | Partito                                      | Candidato                  | Risultati 6 maggio 2010 | Risultati 6 maggio 2010 |
| Partito                    | Partito                                      | Candidato                  | Voti                    | %                       |
| -------------------------- | -------------------------------------------- | -------------------------- | ----------------------- | ----------------------- |
|                            | Laburista                                    | Andy Slaughter             | 20 810                  | 43,85                   |
|                            | Conservatore                                 | Shaun Bailey               | 17 261                  | 36,38                   |
|                            | Lib Dem                                      | Merlene Emerson            | 7 567                   | 15,95                   |
|                            | Verdi                                        | Rollo Miles                | 696                     | 1,47                    |
|                            | UKIP                                         | Vanessa Crichton           | 551                     | 1,16                    |
|                            | BNP                                          | James Searle               | 432                     | 0,91                    |
|                            | Indipendente                                 | Stephen Brennan            | 135                     | 0,28                    |
|                            |                                              |                            |                         |                         |
| Iscritti                   | Iscritti                                     | Iscritti                   | 72 348                  | 100,00                  |
| ↳ Votanti (% su iscritti)  | ↳ Votanti (% su iscritti)                    | ↳ Votanti (% su iscritti)  | 47 452                  | 65,59                   |
| ↳ Astenuti (% su iscritti) | ↳ Astenuti (% su iscritti)                   | ↳ Astenuti (% su iscritti) | 24 896                  | 34,41                   |
|                            |                                              |                            |                         |                         |
|                            | Esito: collegio a Laburista (nuovo collegio) |                            |                         |                         |

## Risultati dei referendum

### Referendum sulla permanenza del Regno Unito nell'Unione europea del 2016
|             | Collegio    | Lasciare UE % | Rimanere in UE % |
| ----------- | ----------- | ------------- | ---------------- |
|             | Hammersmith | 31,0%         | 69,0%            |
|             | Inghilterra | 53,3%         | 46,7%            |
| Regno Unito | 51,9%       | 48,1%         |                  |